# Ai Takekawa

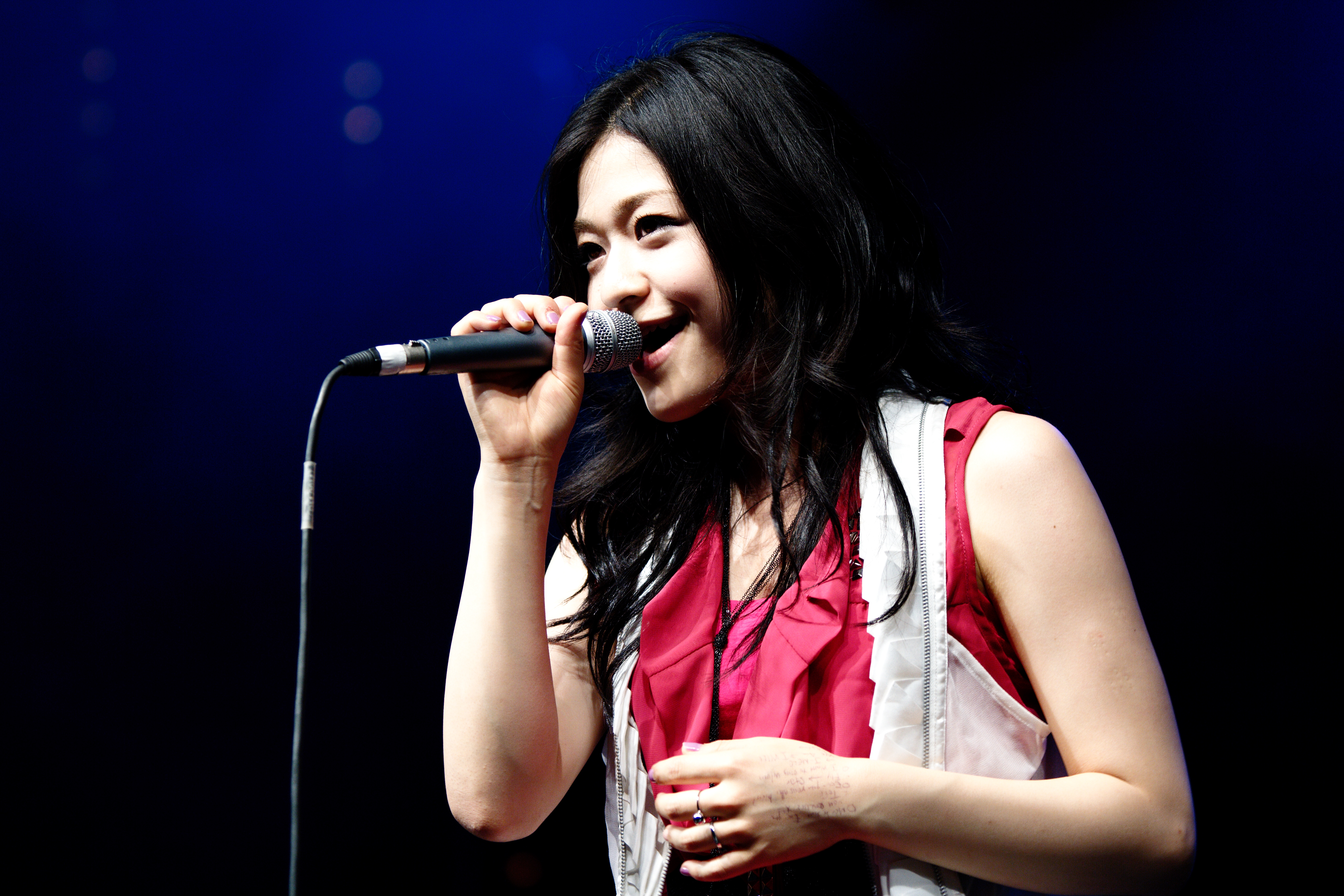
Ai Takekawa (2010)

Ai Takekawa (japanisch 武川アイ, Takekawa Ai; * 4. September 1988) ist eine japanische Sängerin, Komponistin und Moderatorin.

## Kurzbiografie
Ai Takekawa ist die Tochter von Yukihide Takekawa, dem Sänger und Komponisten der Gruppe Godaigo. Ihr Großvater war der Musikkritiker Hiroshi Takekawa. Seit ihrer Jugend spielt sie Klavier und Gitarre. Zurzeit studiert sie an der Waseda-Universität in Tokyo Archäologie und Französisch.
Bekannt wurde sie bisher vor allem durch den Titel Too Michi no saki de, der als einer der Endings für die Anime-Serie Inu Yasha verwendet wurde. Takegawa tritt unregelmäßig in der TV-Show J-MELO des Senders NHK und NHK World in der Rolle eines Musikentdeckers auf. Daneben moderiert sie die Musiksendung GOLDEN 4 EGGS~ Takekawa Ai Why-Ai Tonight auf dem Sender Nack5.
Aktuell arbeitet sie an einer multinationalen Band mit den Zuschauern der Sendung J-MELO. Die Band mit dem Namen The Rough-T bereitet sich auf ihr Debüt vor, Produzent ist Marty Friedman.

## Diskografie
- 2009: I WILL (Single)
- 2010: Too Michi no saki de/Star (Single)
- 2011: Dreamer (Mini-Album)
- 2013: Whispers by A.M.R (Trance Album)